# Kompleks pływacki w Foro Italico
Kompleks pływacki w Foro Italico (wł. Complesso natatorio del Foro Italico, także: Stadio Olimpico del Nuoto) – zespół basenów na terenie Foro Italico w Rzymie, zaprojektowany przez Enrico Del Debbio i Aniballe Vitellozziego. Został zbudowany z myślą o Igrzyskach Olimpijskich w 1960 (uroczyste otwarcie obiektu odbyło się w 1959). Rozgrywane były tu zawody olimpijskie w pływaniu, skokach do wody, piłce wodnej oraz konkurencja pływania w ramach rywalizacji olimpijskiej w pięcioboju nowoczesnym.
Obiekt został odnowiony przed Mistrzostwami Europy w Pływaniu w 1983, a dekadę później rozbudowany z myślą o rozegraniu w tym miejscu zawodów pływackich o randze światowej – 7. Mistrzostw Świata w Pływaniu. 15 lat później, w 2009 na obiekcie ponownie rywalizowali najlepsi pływacy świata – rozgrywane były tutaj 13. Mistrzostwa Świata w Pływaniu.
Zawody może oglądać około 12 tys. widzów.

## Zespół basenów olimpijskich w Foro Italico
Na kompleks pływacki w Foro Italico składają się:
- 50-metrowy basen kryty z trampoliną do skoków do wody
- basen odkryty do nurkowania
- 33-metrowy basen odkryty
- 25-metrowy basen odkryty
- 25-metrowy basen kryty, zbudowany w pasażu łączącym dwa budynki; z uwagi na swoją unikalną konstrukcję (znajduje się powyżej gruntu) wygląda jakby był zawieszony nad ziemią, co przyniosło mu przydomek „basen wiszący” („basen zawieszony”)

## Zawody sportowe rozegrane na terenie kompleksu pływackiego w Foro Italico
- 1983: Mistrzostwa Europy w Pływaniu (od 22 do 27 sierpnia 1983)
- 1994: 7. Mistrzostwa Świata w Pływaniu (od 1 do 11 września 1994)
- 2009: 13. Mistrzostwa Świata w Pływaniu (od 19 lipca do 2 sierpnia 2009)